# Atrocitus
 (février 2016).
 (février 2016).
- Si vous ne connaissez pas le sujet, laissez ce bandeau (vous pouvez alors contacter les auteurs).
- Si vous supprimez le contenu mis en cause (vous pouvez préalablement contacter les auteurs),

argumentez précisément cette suppression dans la page de discussion
(un manque de référence n'est pas un argument ; une recherche réelle de référence doit avoir été effectuée, être formellement documentée).
Atrocitus (Atros) est un personnage de fiction, super-vilain et antihéros de l'Univers DC Comics. Créé par Geoff Johns et Ethan Van Sciver, Atrocitus est un ennemi des Gardiens de l'Univers (en) et de Sinestro, un ancien Green Lantern. On le voit pour la première fois sur une double page de l'événement "War of Light" dans Green Lantern vol. 4 no 25, mais dans l'histoire, il apparaît pour la première fois dans Green Lantern vol. 4 no 29 en tant que prisonnier du prédécesseur d'Hal Jordan, Abin Sur.

## Biographie du personnage

### Green Lantern: Secret Origin
Après que les Traqueurs (en) ont décimé le secteur spatial 666, dont la femme et les filles d'Atros, ce dernier en reste l'un des cinq seuls survivants. Il adopte dès lors l'alias "Atrocitus" et forme, avec les quatre autres survivants, une conspiration terroriste nommée les Cinq Inversions dont il prend le commandement. Leur objectif est la destruction des Gardiens de l'Univers (en) et de ceux sous leur pouvoir. Les Cinq Inversions accomplissent un rituel qui leur permet de voir l'avenir et de découvrir la prophétie de la Nuit Noire qui annonce la fin de toute forme de vie dans l'univers. Les Inversions essayent donc d'exterminer les Gardiens, mais sont vaincues et emprisonnées sur la planète Ysmault.
Abin Sur commence à se rendre régulièrement sur Ysmault pour en savoir plus sur la Nuit Noire. Il va même jusqu'à libérer Atrocitus pour qu'il le mène jusqu'à la Terre, où la prophétie prévoit la naissance du corps "noir" qui, un jour, mettra un terme à l'univers. Abin Sur attache Atrocitus à son vaisseau spatial grâce au pouvoir de son anneau et l'emmène sur Terre, mais ce dernier (motivé par la prédiction de Qull, une autre Inversion, que l'anneau d'Abin Sur lui ferait défaut au moment où il en aurait le plus besoin) réussit à inspirer la peur chez son ravisseur, permettant ainsi à l'impureté jaune de pénétrer dans ses constructions et de les affaiblir, et donc de s'échapper. Après avoir entaillé la poitrine du Green Lantern, Atrocitus saute dans l'atmosphère terrestre pour s'échapper du vaisseau d'Abin Sur, qui finit par mourir de sa blessure.

### Rencontre avec William Hand
Après avoir atterri près d'une base aérienne, et avoir tué un nombre inconnu de soldats de l'Air Force, Atrocitus prononce ce qui deviendra plus tard le serment des Red Lantern, et accomplit un rituel qui lui révèle le nom du héraut de la Nuit Noire : William Hand. Atrocitus crée une baguette cosmique à base de parties d'armes à feu volées lui permettant de rejoindre Hand. Après avoir retrouvé l'humain qui, selon la prophétie, allait jouer un rôle clé dans l'avènement de la Nuit Noire, il l'attaque afin de ramener ses entrailles sur Ysmault. Cependant, avant qu'il n'arrive à mettre son plan à exécution, Sinestro et la nouvelle recrue des Green Lantern, Hal Jordan, l'interceptent et protègent ainsi William Hand. Atrocitus utilise sa baguette pour absorber le pouvoir de leurs anneaux, ne leur laissant rien d'autre que leurs poings pour se défendre contre le chef des Cinq Inversions. Sinestro arrive à rendre leur pouvoir à leurs anneaux grâce à sa lanterne, mais Atrocitus conserve l'avantage. Alors qu'il est sur le point d'écraser Sinestro sous une pelleteuse, Jordan utilise son anneau pour détruire le véhicule jaune, ce qui prend Atrocitus par surprise, puisque les anneaux des Green Lantern ne sont pas censés fonctionner contre la couleur jaune. Atrocitus battu, Sinestro l'enferme et l'amène sur Oa. Plus tard, Sinestro le ramène sur Ysmault, où il prédit que le chaos et le désordre viendront bientôt s'abattre sur Korugar (it), la planète natale de Sinestro. Ainsi, Atrocitus se trouve implicitement à l'origine de la "descente aux enfers" de Sinestro.

### La rage des Red Lantern
À la suite de la Guerre du Corps de Sinestro (en), Atrocitus forge une lanterne rouge grâce au pouvoir de la haine. Sa prochaine victime, selon lui, sera celui qui se fait appeler "le plus grand des Green Lantern" : Sinestro, qui a abandonné le corps des Green Lantern depuis longtemps pour former son propre corps (en). Atrocitus tue Qull, des Cinq Inversions, son acolyte de l'Empire des Larmes qui a appris la prophétie de la Nuit Noire à Abin Sur (Ce qui a prolongé l'incarcération de l'Empire des Larmes sur Ysmault, alors qu'ils devaient être transférés dans les cellules d'Oa, qui sont plus proches des ennemis des Cinq Inversions), en le frappant avec sa lanterne. Ainsi, la première lanterne rouge est baptisée dans le sang.
Atrocitus assassine les autres membres des Cinq Inversions et utilise leur sang pour créer des anneaux de pouvoir rouges, des lanternes et une batterie centrale sur Ysmault. Atrocitus porte ensuite son nouvel anneau de pouvoir rouge, et devient le premier Red Lantern. Il recrute beaucoup d'autres personnages à travers l'univers dont la haine est grande, comme l'ancienne Green Lantern Laira. Le Corps de Sinestro a porté préjudice à beaucoup de ces nouvelles recrues, et Atrocitus leur promet de tuer Sinestro de ses propres mains. Il mène son corps dans un assaut contre celui-ci alors que des membres du Corps des Green Lantern le transfèrent des cellules d'Oa jusqu'à Korugar, où il doit être exécuté.
Les Red Lantern interrompent une bataille entre les forces de Sinestro et les Green Lantern en tuant des membres des deux camps sans faire de différence. C'est Atrocitus lui-même qui exécute le Green Lantern Remnant Nod. Finalement, Sinestro se fait capturer et emmener sur Ysmault pour être exécuté, et Hal Jordan, qui a déjà rencontré Atrocitus, est laissé pour mort dans l'espace. Après avoir amené Sinestro sur Ysmault, Atrocitus cloue l'ancien Green Lantern sur une croix pour l'exécuter lui-même. Cependant, contrairement aux Gardiens, qui préféraient une exécution rapide, Atrocitus désire voir Sinestro souffrir en se vengeant premièrement sur ce à quoi il tient. Ses cibles sont Korugar et la fille auparavant cachée de Sinestro dont Atrocitus a entendu parler dans les prophéties de sang.
Quand Hal Jordan et les Blue Lantern (en) arrivent pour sauver Sinestro, Atrocitus révèle une autre prophétie à Jordan: les Gardiens vont, un jour, lui prendre son plus grand amour et il redeviendra un renégat à cause de leurs actions. Sinestro, lui, pense que la prophétie d'Atrocitus est une sorte de psychologie inversée pour insuffler la peur chez Jordan à cause des actes qu'il a commis (en) sous l'influence de Parallax. Les Blue Lantern partent, mais Hal Jordan souhaite rester pour sauver Laira, que Sinestro a tué pour protéger le protéger. Pris de rage, Jordan décide de procéder à l'exécution de Sinestro lui-même, contre le gré des Blue Lantern. La haine ressentie par Jordan attire l'anneau rouge de Laira vers lui, ce qui le convertit en membre des Red Lantern. Jordan attaque les Blue Lantern et Sinestro, jusqu'à l'intervention de Saint Walker, qui arrive à mettre un anneau bleu sur son doigt. L'anneau bleu annule les effets de l'anneau rouge, ce qui permet de ramener Jordan à la normale. Ensuite, Jordan attaque Atrocitus en utilisant le pouvoir des anneaux bleu et vert pour faire exploser son anneau rouge. Vaincus, les Red Lantern battent en retraite sur le côté sombre d'Ysmault, où Atrocitus accomplit un nouveau rituel de sang en cherchant à découvrir où se trouve la planète des Blue Lantern.

### Blackest Night
Lors de la Nuit Noire, les Lanterns perdus vont sur Ysmault pour récupérer le corps de Laira, mais ont rencontré Atrocitus et ses Red Lantern. Au beau milieu du conflit, plusieurs anneaux noirs arrivent sur Ysmault et raniment les corps de Laira et des quatre autres Inversions. Le Qull ainsi ranimé arrache le cœur d'Atrocitus. Cependant, comme les anneaux des Red Lantern remplacent le cœur de leurs porteurs, l'attaque ne tue pas Atrocitus.
Par la suite, Atrocitus se rend sur Okaara pour voler la lanterne de Larfleeze, Mais Hal Jordan, Carol Ferris (en), Sinestro, Saint Walker, Ganthet, Sayd (en), et Indigo-1 (en) les sauvent des Black Lantern et affrontent Atrocitus. On le ramène ensuite sur Ryut, où sa haine se transforme en chagrin pour son monde, qu'il a perdu. Il consent à aider à repousser les Black Lantern, mais promet de tuer les Gardiens quand le conflit prendra fin. Après avoir suivi les Black Lantern jusque sur Terre, les leaders des différents Corps joignent leurs lumières pour créer la lumière blanche de la création qui, malgré les affirmations de Indigo-1, ne suffit pas à détruire la lanterne noire et, au contraire, renforce Nekron (en). Puis, Ganthet créé un double des anneaux des leaders afin de les soutenir. Le double de l'anneau d'Atrocitus se dirige vers Mera, et l'intègre temporairement dans le corps des Red Lantern. Lorsque les leaders de chaque corps et leurs adjoints sont attaqués par un Spectre Black Lantern, Atrocitus ressent la vraie nature de l'esprit malgré l'influence de l'anneau noir : une personnification de la rage et de la vengeance. Atrocitus cherche à exploiter la puissance du Spectre pour l'utiliser contre les Gardiens après que l'esprit se dégage de l'emprise des Black Lantern. Au moment où Parallax libère le Spectre, Atrocitus tente d'en faire sa propre entité de la colère, en vain. Le Spectre le prévient que la véritable entité de la colère n'est pas à prendre à la légère. Après avoir été immobilisé avec les autres Lantens par Black Hand, celui-ci reconnait alors Atrocitus et l'attaque jusqu'à qu'il soit sauvé par Hal.

### Brightest Day
Après l'échec des Black Lantern, Atrocitus retourne sur Ysmault, et est rapidement abordé par Ganthet et Guy Gardner, qui lui demandent de les rejoindre dans une mission encore inconnue. Malgré sa haine des Gardiens, Atrocitus accepte et assigne le Red Lantern Bleez aux côtés de Guy.
Plus tard, il apparaît à New York en compagnie de Dex-Starr (en), un félin du corps des Red Lantern, à la recherche des entités du spectre émotionnel. Ils tuent plusieurs criminels dans le métro, et épargnent les autres passagers. Quand il accomplit son rituel du sang, il apprend la position de toutes les entités, sauf pour Ion et Parallax. Hal, Carol et Sinestro affrontent Atrocitus pour ses meurtres alors qu'il termine son rituel, cependant, Atrocitus se justifie en assurant qu'il a fait ce qu'il avait à faire pour protéger des innocents. Carol confirme la véracité des propos d'Atrocitus alors qu'elle détecte de l'amour qui n'était pas dans son cœur lors de leur dernière rencontre. Mais ses mots ne feront qu'attiser sa haine. Enragé, Atrocitus éjecte le trio du métro et engage le combat. Lors de la lutte, on apprend qu'Atrocitus a appris à créer des structures avec ses pouvoirs. Leur querelle prend fin lorsque Lobo apparaît et pénalise Hal. Les lanternes joignent leurs forces pour repousser Lobo, et Atrocitus révèle qu'il est venu sur Terre pour arrêter l'être qui capture les entités émotionnelles. Plus tard, on apprend qu'Atrocitus a recruté Lobo pour qu'il l'attaque, afin de gagner la confiance des autres. Pendant sa recherche de l'Entité de la colère (le Boucher), Atrocitus incinère un bus pénitentiaire plein de meurtriers et assure que « Ceux qui prennent une vie ne la mérite pas ».
Atrocitus localise le Boucher, qui est sur le point de prendre possession d'un homme dont la fille a été tuée par un condamné à mort. Malgré les tentatives du Spectre pour l'en empêcher, le Boucher y arrive et tue le criminel. Puis, le Boucher tente de prendre possession d'Atrocitus, et on apprend que la femme et les enfants de ce dernier ont été tués dans l'attaque des Traqueurs. Avec l'aide du Spectre, Atrocitus évite le Boucher et l'emprisonne dans sa lanterne. Le Spectre tente de juger l'homme que le Boucher a possédé, mais Atrocitus soutient que sa façon de juger est imparfaite. Le Spectre interrompt son jugement, et découvre que la mission d'Atrocitus est "sainte", ce qui l'empêche de le juger.
Il retourne auprès de Jordan et des autres Nouveaux Gardiens (Hal Jordan, Carol Ferris, Sinestro, Larfleeze/Agent Orange, Saint Walker, Indigo-1 et lui-même) alors qu'une silhouette encapuchonnée prenait le dessus, dans leur lutte. Atrocitus le prend par surprise en crachant un jet de sang acide. Par la même occasion, il décharge sa haine des gardiens longtemps refoulée sur Krona, sachant très bien qu'il est originaire de Maltus (en) et qu'il était autrefois lié aux Gardiens de l'Univers. Sans l'entité de la colère pour contrôler les pouvoirs d'Atrocitus, Krona succombe à l'assaut des Red Lantern quand ils le mordent à la jugulaire. Krona utilise l'identité d'Ion pour contre-attaquer et l'Ophidien pour empêcher les Nouveaux Gardiens de répliquer. Krona libère l'entité de la colère de la lanterne d'Atrocitus pour s'en approprier. Battus, Atrocitus et les Nouveaux Gardiens se serrent les coudes pour retrouver Krona alors qu'il utilise Larfleeze pour capturer l'entité de l'avarice.

### La Guerre des Green Lantern
Atrocitus et le reste des Nouveaux Gardiens arrivent sur Ryut, où Larfleeze a localisé Ophidien. Krona et les entités restent introuvables, mais le groupe tombe sur le Livre Noir. À l'intérieur, ils découvrent que c'est Krona qui a délibérément reprogrammé les Traqueurs pour qu'ils anéantissent toute forme de vie dans le Secteur 666. Atrocitus annonce qu'il le savait déjà. Lyssa Drak (en) une ancienne membre du corps de Sinestro apparaît et enferme tous les Nouveaux Gardiens à l'exception d'Hal Jordan dans le Livre Noir.
Quand Hal rencontre Guy Gardner dans la "Maison Verte", Guy révèle le pacte existant entre lui, Ganthet et Atrocitus. On apprend que selon le pacte, lorsque Krona sera battu, on le remettra à Atrocitus, qui décidera de son sort. Hal dit à Guy que cela revient à dire que Krona sera exécuté. Lors de la bataille finale, Atrocitus est libéré de sa prison par Kyle Rayner, et son anneau rouge lui revient. Même si Hal Jordan l'empêche de prendre sa revanche sur Krona, Atrocitus ne peut pas décharger sa rage à cause des Gardiens de l'Univers, qui le téléportent chez lui. Plus tard, Ganthet rend visite à Atrocitus et lui apporte la dépouille de Krona pour qu'il en fasse ce qu'il lui plaira.

### Red Lanterns
Après son retour sur Ysmault, Atrocitus sent sa rage diminuer, et craint de perdre le contrôle de sa horde de Red Lantern. Il utilise les entrailles de Krona lors d'un rituel qui lui montre divers actes maléfique commis dans l'univers. Il se décide à mener ses Red Lanterns dans une quête visant à punir les coupables. Cependant, alors qu'il sent que son contrôle sur les Red Lantern s'amenuise, il décide également d'en choisir un pour qu'il soit son bras droit. Finalement, il choisit Bleez, après lui avoir restitué son esprit. Plus tard, on apprend qu'il a gardé la dépouille de Krona et qu'il se "confie" à lui et lui parle quand il a besoin d'exprimer ce qu'il ressent à propos du Corps des Red Lantern (en) et de ses plans pour les rendre intelligents. Néanmoins, après avoir rendu leur capacité de réflechir à trois autres Red Lanterns pour qu'ils vérifient ce que fait Bleez, Atrocitus retourne là où il a laissé le corps de Krona, mais celui-ci a disparu. Même si Atrocitus essaie de retrouver le corps, il est obligé de penser à l'éventualité inquiétante selon laquelle Krona pourrait être revenu à la vie. Bleez se révolte et Atrocitus se demande si la perte du corps de Krona ne l'empêcherait pas de concentrer sa rage puisqu'il commence à essayer de justifier ses actes, alors qu'il considérait auparavant sa simple existence comme une justification en elle-même. Il regagne brièvement sa concentration et sa rage quand il découvre que Krona n'est pas revenu d'entre les morts : c'est en fait Abysmus, l'une de ses premières expériences dans sa quête de création de la vie par la nécromancie et les rituels chamaniques, qui a volé le corps de Krona, l'a écorché puis mangé et a utilisé sa peau pour obtenir des pouvoirs et en donner à des créatures démoniaques semblables à lui, les Abysmorphes. Abysmus et ses abysmorphes arrivent à prendre le dessus sur Atrocitus, et le blessent grièvement. Atrocitus demande l'aide de John Morre, le nouveau Red Lantern du secteur 2814.
Après avoir appris que Kyle essaie d'obtenir le pouvoir des sept corps, Atrocitus consent à l'entraîner à contrôler le pouvoir de l'anneau rouge pour qu'il l'utilise contre les Gardiens. Il essaie de provoquer la rage de Kyle en lui rappelant la mort de sa petite amie, Alex, après qu'il a eu l'anneau. Mais, voyant que cela ne sert à rien (Kyle ressent de la peine plutôt que de la colère), il l'emmène dans un autre pays pour qu'il assiste à l'exécution d'un groupe de personnes et la haine de Kyle active le pouvoir rouge qu'il renferme.
Lors d'une confrontation avec le Premier Lantern, Atrocitus voit un monde où le massacre du secteur 666 n'a jamais eu lieu, mais où il est devenu un dictateur brutal après avoir renversé le gouvernement de son monde et où il tue sa femme avant d'être, lui-même, assassiné par son propre fils. Horrifié par cette vision, Atrocitus rejette l'offre du Premier Lantern qui lui propose de faire de cette vision sa réalité, car il pense que la perte de son secteur est toujours meilleure que d'être tué par son propre fils. Même s'il ordonne aux autres Red Lantern de le tuer car il se blâme pour le massacre du secteur, Atrocitus décide ensuite d'utiliser cette expérience pour rétablir la rage qui guide son Corps, et les mène dans un assault final contre le Premier Lantern . La bataille prend fin quand il tue l'un des derniers Gardiens de l'Univers alors qu'un Sinestro possédé par Parallax a tué les autres.
Après La colère du Premier Lantern, Guy Gardner, qu'Hal Jordan a recruté pour qu'il joue les espions, enlève son anneau à Atrocitus, et son corps sévèrement endommagé est emmené par Dex-Starr. Après avoir dérivé dans l'espace pendant quelque temps, il arrive à fusionner avec le Boucher, l'incarnation de la lumière rouge de la rage, mais c'est ensuite Kyle Rayner qui en prend possession lors d'une bataille contre Relic. Atrocitus et Dex-Starr trouvent ensuite un autre Red Lantern sauvage, le tuent et s'emparent de son anneau. Puis, ils capturent Rankorr  et le forcent à intégrer un microbe qui le rendra sauvage. Puis, il empoisonne le sang d'Ysmault et utilise un second lac sur Styge Prime pour créer des centaines d'anneaux et les envoyer sur Terre. Ensuite, il utilise ces nouveaux red lanterns de la Terre pour combattre Guy Gardner, mais Gardner le repousse, faisant ainsi preuve d'une plus grande rage qu'Atrocitus et enlève les anneaux d'Atrocitus, de Dex-Starr et de tous les nouveaux red lanterns. Même si on nous laisse présager qu'il est mort, Gardner parle toujours de lui comme s'il était vivant.

## DC Rebirth
Atrocitus s'avère être toujours vivant et reprend son règne sur les Red Lanterns.

### Pouvoirs et capacités
Atrocitus porte un anneau de Red Lantern, semblable à ceux des Green Lantern mais qui est alimenté par sa rage, et non par sa volonté. Les limites de l'anneau de pouvoir rouge n'ont pas encore été révélées, mais dans Final Crisis: La rage des Red Lanterns, on apprend que l'anneau agit comme leur cœur, et qu'il pompe leur sang empreint de leur rage et le fait sortir de leur corps par la bouche. Alors qu'au début, il n'était pas capable de le faire, Atrocitus a appris à former des constructions avec la puissance rouge après avoir observé les autres lanterns lors de la Nuit Noire. On peut aussi voir que l'énergie de l'anneau rouge corrompt l'aura des autres anneaux de pouvoirs et les consume, les rendant potentiellement inutilisables. Contrairement aux autres membres des Red Lanterns, qui sont réduits à l'état de bête assoiffée de sang par leur anneau, ce qui les empêche de créer et de maintenir des constructions comme le font les Green Lanterns et les Blue Lanterns, Atrocitus a le contrôle sur ses capacités mentales pendant qu'il porte son anneau et ce dernier ne l'affecte pas de la même façon. Cependant, la corruption qui découle de l'énergie de l'anneau rouge peut être contrée et purifiée par l'énergie d'un anneau bleu. Atrocitus pourrait délibérément effacer l'influence corruptrice de l'énergie rouge sur ses lanterns en utilisant sa magie, mais il choisit de ne presque jamais le faire.
Atrocitus a une force et une endurance surhumaine : il est assez fort pour lancer une pelleteuse et peut résister aux coups de couteaux.
L'association d'Atrocitus à l'Empire des Larmes lui a permis d'accéder à la magie chamanique, qu'il utilise pour forger les anneaux des Red Lanterns et prédire la position de William Hand.
Atrocitus est extrêmement intelligent, il a construit l'outil que Black Hand utilise pour saper l'énergie à partir d'une simple arme et de pièces d'ordinateurs. Avant que les Traqueurs ne détruisent le secteur 666, Atrocitus était psychologue.

### Autres versions

#### Flashpoint
Dans la chronologie alternative de Flashpoint, des bulles indiquent qu'Atrocitus, qui est toujours un Red Lantern, est arrivé à tuer William Hand et à invoquer Nekron (en) et les Black Lantern. C'est pourquoi Atrocitus a été capturé et crucifié sur la planète Ysmault. Atrocitus reçoit plus tard la visite de Sinestro (qui est encore un Green Lantern, dans cet univers) qui espérait comprendre la signification du "Flashpoint". Atrocitus répond que la prophétie de Flashpoint indique qu'un moment viendra où tout l'univers sera changé et que ce sera Flash qui modifiera l'histoire et utilisera son pouvoir pour le réinitialiser. Sinestro tue Atrocitus après cette révélation.

### Autres médias

#### Télévision et cinéma
- Atrocitus apparaît dans la série télévisée Green Lantern. Son doublage est assuré par Jonathan Adams (VF : Thierry Murzeau) et il joue le rôle de l'antagoniste principal de la première moitié. Étant donné que la série utilise CGI, les dessins sont simplifiés, ce qui lui donne un air plus lisse et plus organique, et il a une cicatrice sur le visage. Il cherche à se venger contre les Green Lantern et les Gardiens de l'univers pour le massacre du secteur spatial 666 (aussi appelée la "zone oubliée", dans la série) par les traqueurs. Il conçoit un plan pour que son armée de Red Lantern utilisent des explosifs spéciaux capables de détruire une planète appelés "libérateurs" pour percer une ceinture d'astéroïdes qui protège Oa. Cette incarnation a pour but de détruire des mondes entier pour se libérer des Gardiens, et est capable de manipuler d'autres personnages pour les transformer en soldats. On apprend finalement qu'il a tué la femme de Razer en espérant qu'il devienne son successeur. Dans l'épisode "Le Retour", quand Jordan se porte volontaire pour aider Atrocitus à réparer les dégâts causés par les Traqueurs, celui-ci répond que la seule façon de réparer ces dégâts est de tuer les Gardiens lui-même. Mais il se fait battre par Jordan. Aya le libère de prison dans l'épisode "L'amour est un champ de bataille", et lui rend son anneau, pour qu'il devienne son champion de la rage. Elle lui propose de lui rendre sa liberté s'il tue Carol Ferris (en). Lors de la confrontation, Carol utilise son anneau de Star Sapphire pour invoquer Hal Jordan. Ensemble, ils arrivent à le vaincre. Après sa defaite, Aya le renvoie dans sa cellule pour son échec, tandis que son anneaux est perdu sur Zamaron. Dans l'épisode "Larfleeze", Razer indique que les Orange Lantern ont déjà empêché Atrocitus de conquérir leur territoire.
- Atrocitus apparaît dans le film d'animation Green Lantern : Les Chevaliers de l'Émeraude. Son doublage est assuré par Bruce Thomas. Il combat Abin Sur alors qu'il tente d'utiliser la batterie centrale des Green Lantern comme une bombe sur le peuple d'Abin Sur, mais ce dernier l'arrête. Alors qu'Abin Sur l'emprisonne, Atrocitus lui apprend qu'il va mourir et que, selon une prophétie, Sinestro va trahir le Corps des Green Lantern, découvrir la peur et former le Corps de Sinestro. Mais Abin Sur refuse d'entendre ce qu'Atrocitus lui dit et l'abandonne.
- Atrocitus apparaît dans la série télévisée La Ligue des justiciers : Action. Lui et ses Red Lanterns poursuivent Lobo sur Terre après que le mercenaire leur ait volé trois anneaux de pouvoirs, mais ils entrent en conflit avec la ligue des justiciers.

#### Jeux vidéo
- Atrocitus apparaît dans DC Universe Online. Avec le Corps des Red Lantern, il attaque Ferris Air (en). Il fait aussi partie des personnages 'Legends PVP", mais on ne peut le débloquer qu'avec le dernier dlc (du 13 février 2014) "War of the light Part 1".
- Atrocitus fait une apparition dans Injustice : Les dieux sont parmi nous. Dans l'arène Metropolis, on peut le voir combattre Kilowog.
- Atrocitus est un personnage jouable de Lego Batman 3 : Au-delà de Gotham. Son doublage est assuré par Ike Amadi. On le voit se faire capturer par Brainiac pour qu'il alimente son rayon rétrécissant. Quand le rayon est détruit, Atrocitus est renvoyé sur Ysmault. Les héros arrivent, se battent contre le Corps des Red Lantern et occupent Atrocitus assez longtemps pour qu'Hal Jordan vole quelques anneaux de Red Lantern. Plus énervé que jamais, il fait équipe avec Sinestro et Larfleeze pour récupérer leurs anneaux dans le dernier niveau, mais Superman utilise son énergie et celle d'autres lanterns dans une copie de cristal pour redonner à la Terre sa taille normale, ce qui le renvoie sur Ysmault.
- Atrocitus est un personnage jouable du MOBA Infinite Crisis. Son doublage est assuré par Ike Amadi.
- Atrocitus est un personnage jouable dans Injustice 2, qui fait suite à Injustice : Les dieux sont parmi nous.
- Atrocitus est un personnage jouable à collecter dans Lego DC Super-Vilains. Il peut être trouvé sur Apokolips.

#### Jouets
- Une figurine DC Direct est à l'effigie d'Atrocitus. Plus récemment, la série "DC Universe Signature Series", l'extension de la gamme DC Universe Classics de Mattel comprend une figurine Atrocitus. Il est aussi dans la gamme Action League, vendu avec John Stewart, dans la gamme de figurines HeroClix, et dans les figurines Fisher-Price Super Friends où il est vendu avec le Red Lantern Dex-Starr.